# Hrabstwo Mitchell (Karolina Północna)

Piramida wieku hrabstwa

Hrabstwo Mitchell – hrabstwo w USA, w stanie Karolina Północna, według spisu z 2000 roku liczba ludności wynosiła 15 687. Siedzibą hrabstwa jest Bakersville.

## Geografia
Według spisu hrabstwo zajmuje powierzchnię 575 km², z czego 573 km² stanowią lądy, a 2 km² stanowią wody.

### Miasta
- Bakersville
- Spruce Pine

### Sąsiednie hrabstwa
- Hrabstwo Carter (Tennessee)
- Hrabstwo Avery
- Hrabstwo McDowell
- Hrabstwo Yancey
- Hrabstwo Unicoi (Tennessee)